# Eupompha imperialis
Eupompha imperialis är en skalbaggsart som beskrevs av Wellman 1912. Eupompha imperialis ingår i släktet Eupompha och familjen oljebaggar. Inga underarter finns listade i Catalogue of Life.